# Mladen Bartulović
Mladen Bartulović, né le 5 octobre 1986 à Kakanj, alors en Yougoslavie, est un footballeur international croate entre 2004 et 2022, devenu entraîneur.
Il est sélectionné pour la première fois avec l'équipe de Croatie lors de l'année 2006.

## Palmarès
- Hajduk Split
  - Champion de Croatie en 2005.
  - Vainqueur de la Supercoupe de Croatie en 2005.